# Lista de deputados estaduais de Goiás da 15.ª legislatura
Esta é uma lista de deputados estaduais de Goiás. São relacionados o nome civil dos parlamentares que assumiram o cargo em 1 de fevereiro de 2003, mandato que expirou em 1 de fevereiro de 2007.
Considere-se a possibilidade de os deputados listados estarem no exercício do mandato na qualidade de "suplentes", por licença do titular.

## Composição das bancadas
| Partido | Líder                 | Bancada | Posição  |
| ------- | --------------------- | ------- | -------- |
| PSDB    | Honor Cruvinel        | 12 / 41 | Governo  |
| PMDB    | Rachel Azeredo        | 9 / 41  | Oposição |
| PPB     | Ozair José da Silva   | 4 / 41  | Governo  |
| PT      | Paulo Garcia          | 4 / 41  | Oposição |
| PFL     | Chico Abreu           | 3 / 41  | Governo  |
| PL      | Bispo Walter Inácio   | 1 / 41  | Oposição |
| PCdoB   | Fabio Tokarski        | 1 / 41  | Oposição |
| PSD     | Lívio Luciano Queiroz | 1 / 41  | Governo  |
| PSB     | Kennedy Trindade      | 1 / 41  | Oposição |
| PSDC    | Daniel Goulart        | 1 / 41  | Governo  |
| PST     | Abdul Hamid Sebba     | 1 / 41  | Governo  |
| PPS     | Leandro Sena          | 1 / 41  | Oposição |
| PDT     | Isaura Lemos          | 1 / 41  | Oposição |
| PRP     | Misael Oliveira       | 1 / 41  | Governo  |

## Deputados por votação
Nas eleições de 2002, foram eleitos 41 deputados para a Assembleia Legislativa de Goiás.
| Número | Deputado             | Partido | Votação | Cidade onde nasceu    | Estado         |
| 15151  | Rachel Azeredo       | PMDB    | 59.168  | Belo Horizonte        | Minas Gerais   |
| 25999  | Célio Silveira       | PFL     | 48.185  | Luziânia              | Goiás          |
| 45150  | Sebastião Tejota     | PSDB    | 40.249  | Montalvânia           | Minas Gerais   |
| 45369  | Laudeni Lemes        | PSDB    | 35.784  | Bela Vista de Goiás   | Goiás          |
| 45678  | Honor Cruvinel       | PSDB    | 34.682  | Morrinhos             | Goiás          |
| 15147  | Zé Gomes da Rocha    | PMDB    | 30.936  | Itumbiara             | Goiás          |
| 11500  | Ozair José           | PPB     | 30.354  | Ceres                 | Goiás          |
| 11111  | Nédio Leite          | PPB     | 29.565  | Jaraguá               | Goiás          |
| 11116  | Ernesto Roller       | PPB     | 29.464  | Formosa               | Goiás          |
| 22777  | Bispo Walter Inacio  | PL      | 28.903  | Rio de Janeiro        | Rio de Janeiro |
| 11477  | Raquel Rodrigues     | PPB     | 28.447  | Uberlândia            | Minas Gerais   |
| 25456  | Chico Abreu          | PFL     | 27.844  | Aparecida de Goiânia  | Goiás          |
| 25555  | Nilo Resende         | PFL     | 27.380  | Araguari              | Minas Gerais   |
| 65123  | Fabio Tokarski       | PC do B | 26.333  | São Paulo             | São Paulo      |
| 45133  | Samuel Almeida       | PSDB    | 25.047  | Itaguaru              | Goiás          |
| 15123  | José Nelto           | PMDB    | 24.028  | Tiros                 | Minas Gerais   |
| 45321  | Flávia Morais        | PSDB    | 23.842  | Belo Horizonte        | Minas Gerais   |
| 45222  | Jardel Sebba         | PSDB    | 23.711  | Catalão               | Goiás          |
| 45690  | Daniel Messac        | PSDB    | 23.509  | Paineiras             | Minas Gerais   |
| 45121  | Wellington Camargo   | PSDB    | 23.249  | Pirenópolis           | Goiás          |
| 45455  | Carla Santillo       | PSDB    | 22.002  | Águas Lindas de Goiás | Goiás          |
| 41111  | Livio Luciano        | PSD     | 21.129  | Goiânia               | Goiás          |
| 40180  | Kennedy Trindade     | PSB     | 20.845  | Senador Canedo        | Goiás          |
| 15134  | Mara Naves           | PMDB    | 20.642  | Goianésia             | Goiás          |
| 45555  | Helder Valin         | PSDB    | 20.334  | Goiânia               | Goiás          |
| 27800  | Daniel Goulart       | PSDC    | 19.472  | Rubiataba             | Goiás          |
| 45780  | Iso Moreira          | PSDB    | 19.470  | Mambaí                | Goiás          |
| 45600  | Padre Marco Ferreira | PSDB    | 19.043  | Patos de Minas        | Minas Gerais   |
| 15131  | Marcelo Melo         | PMDB    | 17.533  | Luziânia              | Goiás          |
| 15111  | Magda Mofatto        | PMDB    | 17.005  | Limeira               | São Paulo      |
| 15170  | Wagner Guimarães     | PMDB    | 16.477  | Rio Verde             | Goiás          |
| 15152  | Fernando Neto        | PMDB    | 16.420  | Planaltina            | Goiás          |
| 15135  | Romilton Moraes      | PMDB    | 16.413  | Jataí                 | Goiás          |
| 18123  | Abdul Hamid Sebba    | PST     | 14.880  | Araguari              | Minas Gerais   |
| 23450  | Leandro Sena         | PPS     | 12.847  | Goiânia               | Goiás          |
| 12644  | Isaura Lemos         | PDT     | 12.708  | Jundiaí               | São Paulo      |
| 13513  | Paulo Garcia         | PT      | 11.785  | Goiânia               | Goiás          |
| 44631  | Misael Oliveira      | PRP     | 11.220  | Goiânia               | Goiás          |
| 13188  | Luis Cesar Bueno     | PT      | 11.069  | Goiânia               | Goiás          |
| 13103  | Ivan Ornelas         | PT      | 10.310  | Anápolis              | Goiás          |
| 13789  | Mauro Rubem          | PT      | 10.157  | Firminópolis          | Goiás          |